# Kezia
Kezia är ett musikalbum med Protest the Hero, släppt 2005. Det är ett konceptalbum om Kezia, en kvinna dömd till döden. Den berättas från tre synvinklar, fängelseprästen, bödeln, och sedan Kezia själv.

## Låtförteckning
1. "No Stars Over Bethlehem" - 3:48
2. "Heretics & Killers" - 3:09
3. "Divinity Within" - 4:42
4. "Bury the Hatchet" - 3:24
5. "Nautical" - 2:57
6. "Blindfolds Aside" - 5:58
7. "She who Mars the Skin of Gods" - 3:51
8. "Turn Soonest to the Sea" - 6:22
9. "The Divine Suicide of K." - 5:10
10. "A Plateful of our Dead" - 4:29